# Gaby Rodgers
Gaby Rodgers (* 29. März 1928 in Frankfurt am Main als Gabrielle Rosenberg) ist eine deutschamerikanische ehemalige Schauspielerin und Theaterregisseurin.

## Leben und Karriere
Gaby Rodgers, gebürtig Gabrielle Rosenberg, wurde als Tochter des Kunsthändlers Saemy Rosenberg und Großnichte des Philosophen Edmund Husserl in Frankfurt am Main geboren. Aufgrund des Nationalsozialismus emigrierte die jüdische Familie zunächst in die Schweiz, später nach Amsterdam. Die Rosenbergs waren mit Anne Frank und ihrer Familie gut bekannt, Gaby und ihre Geschwister spielten während ihrer Kindheit mit Anne Murmeln. Später konnte Gaby mit ihrer Familie nach England flüchten, wo ihr Vater zeitweise interniert wurde, dann über Kuba und Mexiko in die Vereinigten Staaten. Sie ließen sich in New York nieder.
Zwischen 1950 und 1962 war Rodgers in über 20 Fernsehserien als Gastdarstellerin zu sehen und arbeitete dabei mit Regisseuren wie Sidney Lumet und Arthur Penn zusammen. Zwischen 1955 und 1957 war sie auch in drei Theaterproduktionen am Broadway zu sehen. Heute ist sie hauptsächlich durch den Film-noir-Klassiker Rattennest (Kiss Me Deadly, 1955), in dem sie unter Regie von Robert Aldrich stand: Hier spielte sie die angedeutet lesbische Femme fatale Lily Carver, die am Ende des Filmes in einer berühmt gewordenen und vielzitierten Szene eine Atomexplosion auslöst. Neben Rattennest spielte sie allerdings nur in einem weiteren Kinofilm, der Independent-Produktion The Big Break (1953) unter Regie von Joseph Strick. Nach eigenen Angaben erhielt sie ein Vertragsangebot von Produzent David O. Selznick, das sie jedoch ausgeschlagen habe, da sie die Art der Arbeit beim Theater sowie im noch jungen Fernsehen bevorzugt und den Medienrummel in Hollywood nicht gemocht habe.
Rodgers war mit dem erfolgreichen Textdichter Jerry Leiber verheiratet, sie bekamen zwei Söhne. Nach der Scheidung von Leiber kehrte sie zur Bühne zurück und arbeitete bis in das neue Jahrtausend als Theaterregisseurin, Schauspielerin und Theaterkritikerin. Beispielsweise arbeitete sie am traditionsreichen Barter Theater in Virginia sowie an Sam Shepards Theater Genesis.